# Wellino Boko
Wellino Boko, född 29 mars 2004 på Annemanna stuteri i Ekerö i Stockholms län, död 14 oktober 2021 i Nederländerna, var en svensk varmblodig travhäst. Han tränades av Stig H. Johansson och kördes av Erik Adielsson.
Wellino Boko tävlade åren 2007–2011 och sprang in 4,2 miljoner kronor på 31 starter varav 16 segrar, 4 andraplatser och 3 tredjeplatser. Han segrade alltså i över hälften av karriärens starter. Han tog karriärens största seger i Ina Scots Ära (2008). Han kom även på andraplats i Svenskt Travderby (2008) och Norrbottens Stora Pris (2011).
Efter tävlingskarriären var han aktiv som avelshingst. Hans mest kända och vinstrikaste avkomma är den femfaldige miljonären Carabinieri (2011). 2020 flyttades Wellino Boko till Boko Stables i Nederländerna.